# Zonage (urbanisme)
Pour les articles homonymes, voir Zonage.
 (mars 2014).
Si vous disposez d'ouvrages ou d'articles de référence ou si vous connaissez des sites web de qualité traitant du thème abordé ici, merci de compléter l'article en donnant les références utiles à sa vérifiabilité et en les liant à la section « Notes et références ».

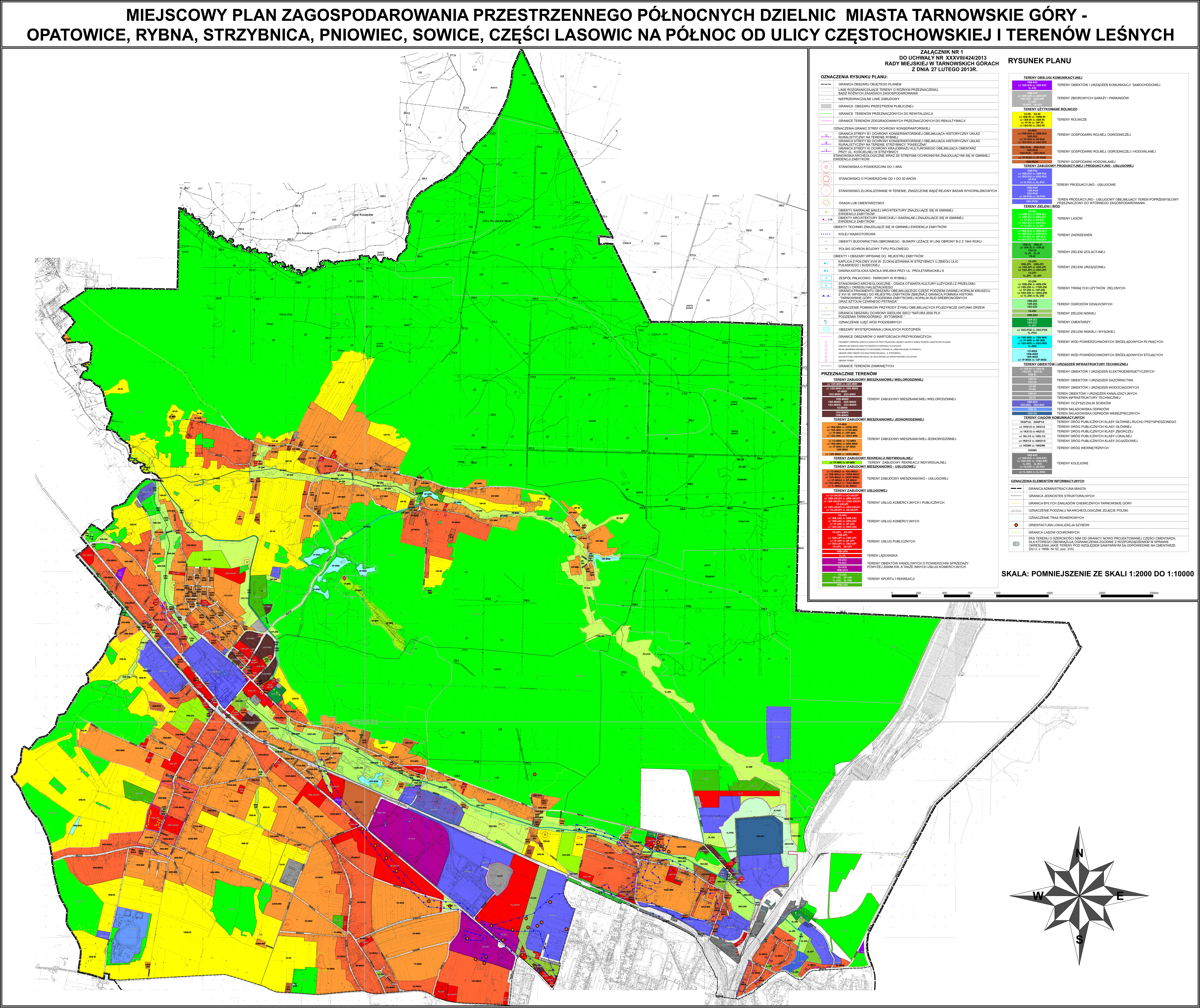
Application du système de zonage sur la ville de Tarnowskie Góry en Silésie au Sud de la Pologne

Le zonage est un outil de réglementation et de contrôle de l'utilisation du sol. Le mot est dérivé de la pratique de diviser le territoire municipal en zones et d'attribuer à chacun des usages permis. La pratique du zonage est issue du constat que la cohabitation harmonieuse sur un territoire des usages résidentiels, commerciaux et industriels exige une ségrégation plus ou moins prononcée entre eux, ce qui entraîne qu'on leur alloue une ou plusieurs zones exclusives ou mixtes.
Le zonage a théoriquement pour but de grouper géographiquement les usages compatibles, mais en pratique, il est souvent utilisé pour prévenir les nouveaux développements qui pourraient nuire aux résidents ou aux commerces existants et donc pour protéger la valeur des propriétés et maintenir une certaine homogénéité sociale.
Le zonage est généralement régi par les gouvernements locaux comme les municipalités (par exemple en France, en Allemagne, au Canada), les municipalités régionales de comté (au Canada) et les comtés (aux États-Unis).
Un règlement de zonage régit habituellement le type d'activité qui sera permis sur un lot particulier (comme espace vert, agriculture, habitation, commerce ou industrie), les densités d'occupation du sol de ces activités (souvent exprimée par un coefficient d'occupation des sols ou COS), la hauteur des immeubles, l'espace qu'un immeuble peut occuper au sol, les distances entre les immeubles ou de l'immeuble à la limite du lot (marge de recul). Le zonage régit aussi les proportions de chaque usage sur un même lot (par exemple, le pourcentage d'espace vert) et la quantité de parking qui doit être fourni.
La plupart des règlements de zonage ont une procédure pour l'autorisation de dérogations (variations mineures à la règlementation).

## Origines du zonage
Les premières tentatives de zonage ont eu lieu à San Francisco vers 1885 dans le but d'interdire les commerces de buanderie. Ces règlements ont été entérinés par la justice malgré leur caractère discriminatoire manifeste contre les immigrants chinois.
Los Angeles, de même que Boston continuèrent les expériences dans ce domaine au cours des années suivantes, mais la ville de New York fut la première à adopter un règlement de zonage pour tout son territoire en 1916. Elle le fit en réaction à la construction de l'Equitable Building (toujours existant au 120 Broadway). L'édifice surplombait les résidences avoisinantes et jetait une ombre importante qui diminuait la qualité de vie des résidents affectés. Ce règlement, rédigé par une commission dirigée par Edward Basset et signée par le maire John Purroy Mitchel, devint le modèle pour le reste du pays, en partie parce que Basset dirigea le groupe d'avocats qui écrivit le Standard State Zoning Enabling Act qui fut accepté presque sans changement par la plupart des États. Vers la fin des années 1920, la plupart des localités américaines avaient adopté des règlements de zonage. La ville de New York développa pour sa part des règlements de plus en plus complexes incluant les coefficients d'occupation des sols, les droits aériens et autres suivant les besoins spécifiques des quartiers.
En 1953, sur les 1347 villes américaines de plus de 10 000 habitants, 800 avaient un règlement de zonage alors que seulement 434 avaient adopté un plan directeur. Cette antériorité anachronique du zonage par rapport au plan directeur s'établit aussi au Canada. Dans la province canadienne du Québec, la règlementation du zonage commença dès les années 1930 alors que les dispositions permettant d'adopter un plan directeur d'urbanisme ne parut qu'au début des années 1960. Ce n'est enfin qu'avec l'adoption de la Loi sur l'aménagement et l'urbanisme, en 1980, que les schémas d'aménagement furent rendus obligatoires pour toutes les municipalités.
Parmi les grandes cités américaines, Houston, au Texas, est la seule à n'avoir aucune règlementation de zonage. Les citoyens de la ville ont rejeté tous les efforts en vue d'émettre de tels règlements en 1948, 1962 et 1993.

## Contestations juridiques et constitutionnelles
D'importantes contestations juridiques se sont très tôt élevées contre le zonage. En 1926 la Cour suprême des États-Unis a maintenu le zonage comme un droit des États, généralement via leurs municipalités ou comtés, d'imposer une règlementation aux propriétaires. La cause en question fut celle du village d'Euclid (Ohio) contre Ambler Realty Co. (généralement appelé Euclid c. Ambler). Le village avait zoné résidentiel un terrain d'Ambler Realty. Le promoteur contesta le règlement parce qu'il aurait fait beaucoup plus d'argent s'il avait vendu les parcelles pour un usage industriel. Euclid eut gain de cause, ce qui créa un précédent en faveur des règlements de zonage.
Depuis la cause Euclid, il n'y eut plus de contestation globale du droit au zonage. À partir de 1987, cependant, plusieurs cours suprêmes d'États ont décrété que certaines règlementations équivalaient à des expropriations nécessitant une juste compensation. La cause First English Evangelical Lutheran Church c. Comté de Los Angeles jugea que même une expropriation temporaire méritait compensation. La cause Nollan c. California Coastal Commission jugea que des conditions de permis qui n'avançaient pas substantiellement les objectifs autorisés de la municipalité nécessitaient compensation. La cause Lucas c. South Carolina Coastal Council détermina que divers soucis environnementaux n'étaient pas suffisants pour empêcher tout développement sans compensation. La cause Dolan c. City of Tigard détermina que les conditions d'un permis doivent être plus ou moins proportionnels aux impacts du nouveau développement proposé. La cause Palazzolo c. Rhode Island estima que le droit de propriété n'est pas diminué par des lois inconstitutionnelles existant sans contestation au moment où le plaignant a acquis sa propriété.
La règlementation de zonage aux États-Unis est basée sur le police power, c'est-à-dire le droit des États d'adopter des lois pour promouvoir la santé, la sécurité et le bien-être public. De telles lois n'impliquent pas d'indemnisation des propriétaires qui pourraient être lésés par les restrictions imposées à la libre jouissance de leur propriété. Une telle compensation n'est prévue que dans les cas d'expropriation. Au Canada, même si le police power n'a pas la même portée, le zonage y a été appliqué pratiquement de la même façon par les tribunaux.
L'expérience montre que le zonage est contestable sur le plan juridique lorsqu'il ne procède pas d'un plan directeur d'urbanisme qui définit clairement les objectifs de la municipalité et les moyens prévus pour les atteindre. « La théorie classique est à l'effet que, par son plan directeur, la communauté a formulé, après étude suffisante, les objectifs à atteindre dans son développement et les grandes lignes des interventions requises en ce sens. Le règlement de zonage, en tant que technique de contrôle du territoire, est un outil de mise en œuvre du plan directeur ». Cependant, tant aux États-Unis qu'au Canada, le règlement de zonage s'est développé antérieurement au plan directeur et en est venu à avoir préséance, d'autant plus que les tribunaux n'ont pas exigé le respect de l'exigence d'un plan directeur antérieur ou l'ont confondu avec la carte des zones du règlement de zonage.
Au Québec, où un plan directeur préexistant n'était alors pas exigé, les défenseurs du zonage et du droit des pouvoirs publics d'imposer une telle règlementation ont reçu un important appui des tribunaux dans la fameuse affaire Dasken à Hull en 1971. La Cour suprême du Canada a en effet ordonné la démolition d'un immeuble d'appartements récemment érigé suivant un règlement de zonage adopté illégalement.
En France, la légalité du zonage n'est pas contestée, et est issue des dispositions du Code de l'urbanisme.

## Limites et critiques du zonage
On a souvent dit du zonage qu'en voulant empêcher le pire, il ne réussissait souvent qu'à éliminer le meilleur. Le zonage est généralement considéré comme un outil important pour assurer l'harmonie des usages dans les villes. Son principal problème est qu'il a souvent été implanté comme seul outil de contrôle de l'utilisation du sol sans une vision globale de la planification. Cette vision ne peut venir que d'un plan directeur d'urbanisme. Or le zonage s'est développé historiquement avant les plans directeurs et en conséquence ils ont pris préséance sur ces derniers.
En fait, suivant la tradition américaine, on a généralement confondu, en Amérique du Nord, le zonage avec l'aménagement du territoire, alors qu'il n'en est qu'une des techniques. Un urbanisme bien pensé doit d'abord mettre en avant un plan directeur d'urbanisme qui formule les objectifs de la communauté pour son développement futur. Le plan directeur résulte d'une étude extensive des besoins et des contraintes locales et n'est adopté qu'après consultation, ce qui lui donne une solide base légale. Le règlement de zonage est par la suite adopté pour mettre en œuvre le plan directeur et il reste un des outils à cette fin. Il est donc soumis au premier document et doit y être conforme.

### Contournements
Les développements existants dans une municipalité ne sont généralement pas touchés par un nouveau règlement de zonage à cause des droits acquis. La règlementation prévoit cependant l'extinction de ces droits acquis lors de la cessation de l'usage ou lors de la destruction à plus de 50 % par l'incendie ou autrement.
En France toutefois, le principe de non-indemnisation des servitudes d'urbanisme permet au zonage des PLU d'agir de manière rigoureuse.

### Critiques sociales
Au cours des dernières décennies, le zonage a été critiqué par les urbanistes, notamment par Jane Jacobs, comme une source de maux sociaux, incluant l'éloignement des lieux de résidence et d'emploi et l'avènement d'une culture de l'automobile. Certaines villes ont commencé à promouvoir le développement de quartiers plus denses et à usages mixtes qui favorisent la marche et le cyclisme pour se rendre au travail et aux courses. Cependant, la maison unifamiliale et l'automobile restent des icones du Rêve américain des ménages modernes, et le zonage en est le reflet.

### Zonage d'exclusion et accès à la propriété
Les lois et la jurisprudence ont validé l'objectif du zonage de protéger la valeur des propriétés et le caractère du voisinage. Il en a résulté des règlements fixant des exigences minimales de surface des terrains et des maisons, l'exclusion des immeubles d'appartements et des maisons mobiles et d'autres contraintes visant en fait à exclure du territoire les minorités, les pauvres et les familles avec enfants. Les pratiques du zonage ont d'autre part été utilisées pour exclure les habitations à loyer modéré d'une ville ou d'un quartier. L'impact s'est fait sentir sur le territoire par une hausse rapide de la valeur des maisons dans beaucoup de banlieues et une ségrégation accrue entre le riches et les pauvres.
Ces pratiques ont été contestées et les tribunaux américains se sont prononcés dès les années 1950 sur la constitutionnalité et la légalité de cette forme de discrimination économique. Certains règlements ont ainsi été invalidés.
Depuis, certaines villes ont émis des règlements de zonage inclusifs qui obligent à inclure des habitations à coût modique dans les nouveaux développements. En 1969, le Massachusetts a promulgué le Chapter 40B, ce qu'on a appelé le zonage anti-snob. Suivant cette loi, les promoteurs peuvent contourner la règlementation de zonage dans les municipalités ayant moins de 10 % d'habitation à coût modique. Des lois semblables existent dans d'autres villes américaines. Cependant, les pratiques d'exclusion sont courantes dans les banlieues qui désirent exclure ceux qu'elles jugent indésirables sous l'aspect socioéconomique ou racial. D'un autre côté, l'absence d'exigence de surface minimale de lot a parfois entraîné l'exploitation abusive de promoteurs qui ont entassé des townhouses dans des secteurs qui n'avaient pas l'infrastructure routière nécessaire pour de telles densités d'habitation. Les régions de Washington, D.C. et de Fairfax (Virginie) en particulier sont des exemples de manque d'éthique dans les pratiques du zonage.
Au Québec, la loi ne permet pas l'exclusion totale d'un usage par le zonage mais simplement sa restriction à des zones précises. C'est le cas en particulier des maisons mobiles qui sont généralement considérées comme inesthétiques et indésirables par les propriétaires de maisons standard. Elles sont souvent reléguées à des zones périphériques.

## Quelques notions en matière de zonage
- Nuisance : Une nuisance est une interférence au droit d’un propriétaire à la jouissance tranquille de ses biens causée par l’usage qu’un voisin fait de sa propriété : (production de bruit, d'odeurs, de pollution ou toute autre condition qui dépasse les frontières de sa propriété).
- Spot zoning : Le spot zoning est l’application du zonage à une petite parcelle de territoire ou à un seul terrain.
- Dérogation : Une dérogation (ou dérogation mineure) est accordée lorsque les particularités de la propriété rendent difficile la satisfaction complète du règlement et que la dérogation demandée ne cause pas de détriment au voisinage.
- Droit acquis : En matière de zonage, un droit acquis est un usage dérogatoire protégé parce que préexistant à la règlementation en vigueur. La règlementation prévoit cependant l'extinction de ces droits acquis lors de la cessation de l'usage au-delà d’une certaine période ou lors de la destruction de l’immeuble en cause à plus de 50 % par l'incendie ou autrement